# ده برین
ده برین، روستایی از توابع بخش قطرویه شهرستان نی‌ریز و در منطقه حفاظت شده بهرام گور استان فارس ایران است.

## جمعیت
این روستا در دهستان قطرویه قرار دارد و بر اساس سرشماری مرکز آمار ایران در سال ۱۳۸۵، جمعیت آن ۹۶ نفر (۲۴ خانوار) بوده‌است.